# Paul André Louis Lemaire
Paul André Louis Lemaire, né le 9 décembre 1768 à Dunkerque (Flandre française) et décédé le 12 mai 1841 à Dunkerque (Nord) est un homme politique français.

## Biographie
Officier dans la Garde nationale de Dunkerque en 1791, il est ensuite capitaine d'infanterie, puis aide de camp de son père, le général André Lemaire. Il quitte l'armée en 1796.
Il est député du grand collège de Dunkerque de 1830 à 1831, député du 7e collège  du Nord (Bergues) de 1831 à 1832, siégeant dans la majorité conservatrice, soutenant les gouvernements de la monarchie de Juillet.
Il devient maire de Dunkerque de 1832 à 1836 et de février à octobre 1838 il fut aussi conseiller général (avant la loi du 22 juin 1833) de 1831 à 1833  puis conseiller général pour le canton de Dunkerque-Est et le canton de Dunkerque-Ouest de 1839 à 1841.
En 1834 il devient président honoraire de la Société Humaine de Dunkerque. Cette société dont le but est de porter secours aux bateaux en perdition et aux personnes profitant des bains de mer a été créée par Benjamin Morel qui en est son président.
Il décède le 12 mai 1841 en son domicile 14, place Royale (future Place Jean-Bart) à Dunkerque et inhumé dans le cimetière du dit lieu.
Son fils André Jean Lemaire (1798-1863) sera plus tard Député du Nord à l'Assemblée nationale constituante  de 1848 à 1849.

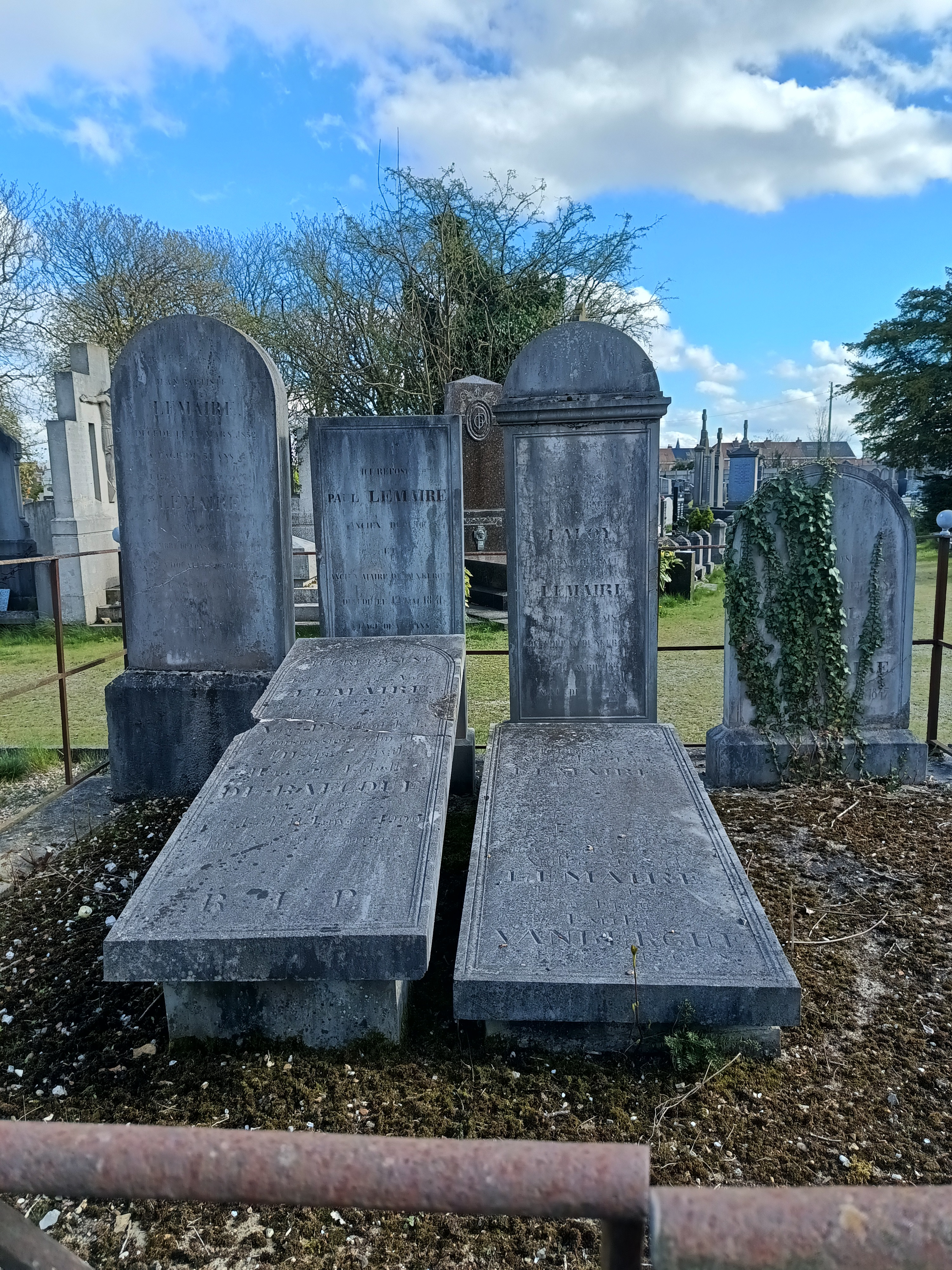
Tombe de Paul André Louis Lemaire au cimetière de Dunkerque.

## Distinctions
- Chevalier de la Légion d'honneur  par décret du 16 mai 1816[9].

## Sources
- « Paul André Louis Lemaire », dans Adolphe Robert et Gaston Cougny, Dictionnaire des parlementaires français, Edgar Bourloton, 1889-1891 [détail de l’édition]